# Geschichte des Protestantismus in Leukerbad

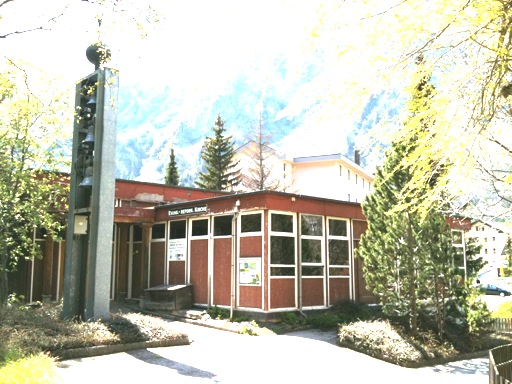
Reformiertes Kirchenzentrum Thomas-Platter-Haus in Leukerbad (wurde 2010 aufgegeben und durch den Neubau eines Gemeindezentrums im Rathaus ersetzt)

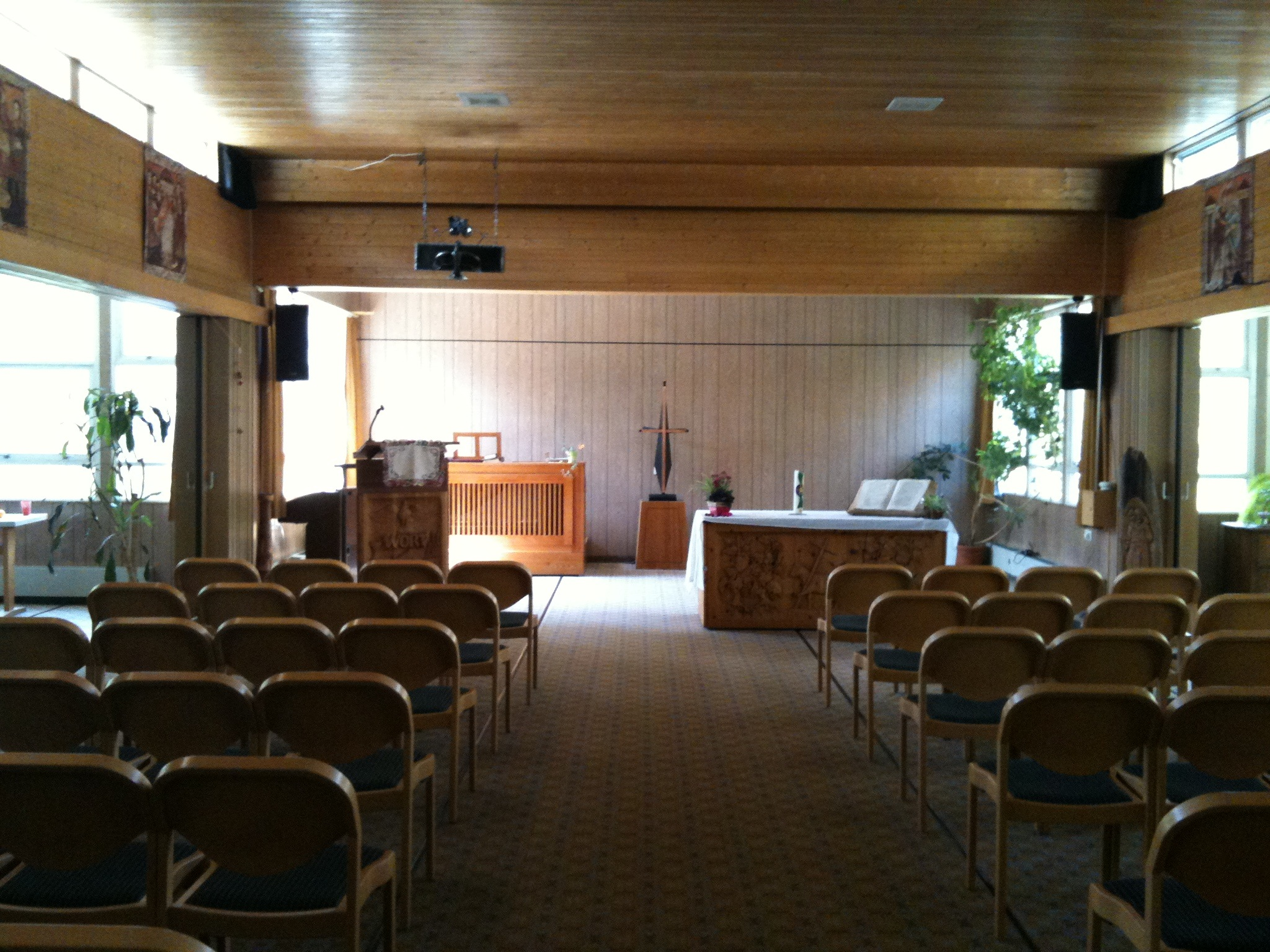
Innenansicht des ehemaligen Thomas-Platter-Hauses in Leukerbad

Die Geschichte des Protestantismus in Leukerbad beginnt im Oberwalliser Kurort – nach dem Scheitern der Reformation im Wallis und der Vertreibung der Reformierten – anfangs des 19. Jahrhunderts neu. 

## Anfänge

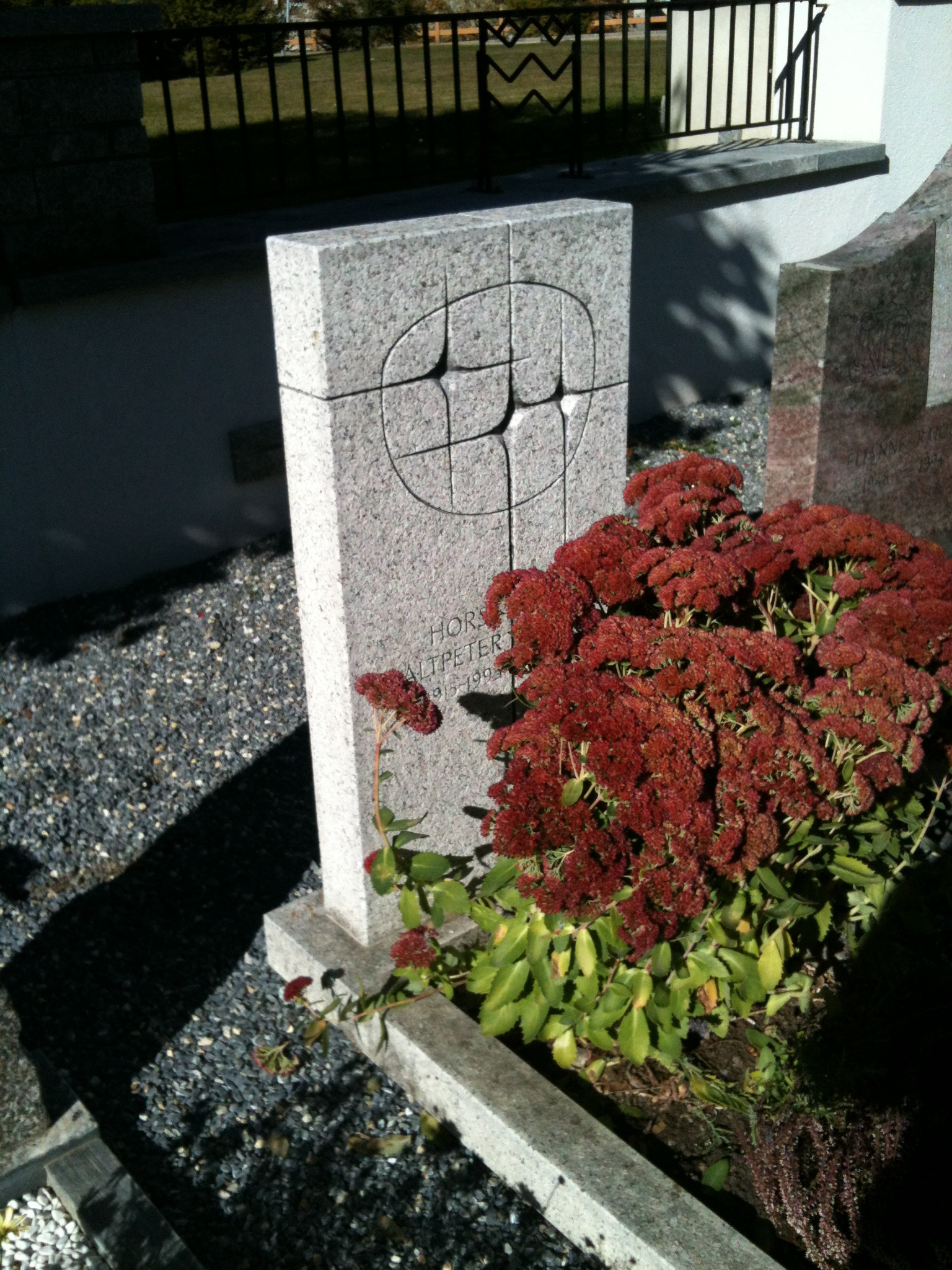
Grab von Pfarrer Horst-Dietrich Altpeter (* 1915, † 1995), lange Jahre Ortspfarrer der neugegründeten reformierten Ortsgemeinde

Im Juli 1826 weilt in Leukerbad der Waadtländer Theologieprofessor Alexandre Vinet als Kurgast. Er sammelt jeden Tag protestantische und anglikanische Kurgäste zum gemeinschaftlichen Gebet.
Von 1870 an wird Leukerbad zum beliebten Ferienort, der insbesondere Wohlhabende aus den reformierten Metropolen Bern und Zürich anzieht. Die protestantischen Gottesdienste werden zumeist in Restaurants oder seit 1850 in der Anglikanischen Kapelle gefeiert.
1960 wird eine eigene Kirchgemeinde Leukerbad als Teil der Evangelisch-Reformierten Kirche des Wallis ins Leben gerufen, deren Kirche – das Thomas-Platter-Haus – 1968 eingeweiht wird. Dieses wird 2010 aufgegeben und entwidmet, da die Kurklinik als Verpächterin des Bodens und Vermieterin Eigenbedarf geltend machte.

## Gegenwart
2011 konnte im Leukerbader Rathaus ein Evangelisches Gemeindezentrum eingeweiht werden.

## Trivia
Die Badegäste in Leukerbad wurden gemäss einem Reglement noch aus der Zeit der Gegenreformation mit einer Busse von drei Talern belegt, wenn sie lutherische Choräle sangen.
Ein Gesetz der örtlichen Badepolizei vom 5. Dezember 1825 besagte, dass beim Baden jedwede Diskussion über religiöse Fragen bei einer Strafe von 10 Franken untersagt ist, gleich ob Protestanten oder Katholiken daran teilnehmen.